# Acanthodactylus longipes
Acanthodactylus longipes este o specie de șopârle din genul Acanthodactylus, familia Lacertidae, ordinul Squamata, descrisă de Boulenger 1918. Conform Catalogue of Life specia Acanthodactylus longipes nu are subspecii cunoscute.